# Amenhotep (kincstárnok)

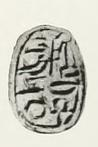
Amenhotep szkarabeusza

Amenhotep ókori egyiptomi kincstárnok és királyi pecsétőr volt a XIII. dinasztia idején (i. e. 1750 körül).

## Élete
Főleg sírjáról ismert. II. Amenemhat fehér piramisa mellett temették el, Dahsúrban. Sírkamrája Keminub királyné sírkamrája mellett épült, itt találták meg feliratokkal díszített fakoporsója töredékeit. A koporsón olvasható vallási szövegeket még nem sikerült teljes bizonyossággal azonosítani. Több szkarabeuszról is ismert. Ezeknek és a temetkezési kellékeknek a stílusa mutat arra, hogy Amenhotep a XIII. dinasztia idején élt, nem III. Amenemhat alatt, ahogy korábban hitték.

## Fordítás
- Ez a szócikk részben vagy egészben  az   Amenhotep (treasurer) című angol Wikipédia-szócikk ezen változatának fordításán alapul.  Az eredeti cikk szerkesztőit annak laptörténete sorolja fel. Ez a jelzés csupán a megfogalmazás eredetét és a szerzői jogokat jelzi, nem szolgál a cikkben szereplő információk forrásmegjelöléseként.